# Дембіна (Кольський повіт)
Дембіна (пол. Dębina) — село в Польщі, у гміні Клодава Кольського повіту Великопольського воєводства.
Населення — 302 особи (2011).
У 1975-1998 роках село належало до Конінського воєводства.

## Демографія
Демографічна структура станом на 31 березня 2011 року:
|          | Загалом | Допрацездатний вік | Працездатний вік | Постпрацездатний вік |
| -------- | ------- | ------------------ | ---------------- | -------------------- |
| Чоловіки | 146     | 26                 | 103              | 17                   |
| Жінки    | 156     | 33                 | 89               | 34                   |
| Разом    | 302     | 59                 | 192              | 51                   |